# 1991年全豪オープン
1991年 全豪オープン（1991ねんぜんごうオープン、Australian Open 1991）は、オーストラリア・メルボルンにある「メルボルン・パーク・ナショナルテニスセンター」にて、1991年1月14日から27日にかけて開催された。

## シード選手

### 男子シングルス
1. ステファン・エドベリ　（ベスト4）
2. ボリス・ベッカー　（初優勝）
3. イワン・レンドル　（準優勝）
4. （大会開始前に棄権）
5. ゴラン・イワニセビッチ　（3回戦）
6. エミリオ・サンチェス　（1回戦）
7. ブラッド・ギルバート　（3回戦）
8. ヨナス・スベンソン　（3回戦）
9. アンドレイ・チェスノコフ　（1回戦）
10. ギー・フォルジェ　（ベスト8）
11. ヤコブ・ラセク　（1回戦）
12. ジェイ・バーガー　（3回戦）
13. アーロン・クリックステイン　（4回戦）
14. アンドレイ・チェルカソフ　（2回戦）
15. マルク・ロセ　（1回戦）
16. ジム・クーリエ　（4回戦）

### 女子シングルス
1. シュテフィ・グラフ　（ベスト8）
2. モニカ・セレシュ　（初優勝）
3. メアリー・ジョー・フェルナンデス　（ベスト4）
4. ガブリエラ・サバティーニ　（ベスト8）
5. カテリナ・マレーバ　（ベスト8）
6. アランチャ・サンチェス・ビカリオ　（ベスト4）
7. マニュエラ・マレーバ・フラニエール　（2回戦）
8. ジーナ・ガリソン　（4回戦）
9. ヘレナ・スコバ　（3回戦）
10. ヤナ・ノボトナ　（準優勝）
11. ナターシャ・ズベレワ　（4回戦）
12. バルバラ・パウルス　（2回戦）
13. エミー・フレージャー　（4回戦）
14. ロザリン・フェアバンク　（3回戦）
15. ローラ・ギルデマイスター　（2回戦）
16. サビーネ・アペルマンス　（4回戦）

## 大会経過

### 男子シングルス
準々決勝
- ステファン・エドベリ vs.  ハイメ・イサガ　6-2, 6-3, 6-2
- イワン・レンドル vs.  ゴラン・プルピッチ　6-0, 7-6, 7-6
- パトリック・マッケンロー vs.  クリスティアーノ・カラッティ　7-6, 6-3, 4-6, 4-6, 6-2
- ボリス・ベッカー vs.  ギー・フォルジェ　6-2, 7-6, 6-3

準決勝
- イワン・レンドル vs.  ステファン・エドベリ　6-4, 5-7, 3-6, 7-6, 6-4
- ボリス・ベッカー vs.  パトリック・マッケンロー　6-7, 6-4, 6-1, 6-4

### 女子シングルス
準々決勝
- ヤナ・ノボトナ vs.  シュテフィ・グラフ　5-7, 6-4, 8-6
- アランチャ・サンチェス・ビカリオ vs.  ガブリエラ・サバティーニ　6-1, 6-3
- メアリー・ジョー・フェルナンデス vs.  カテリナ・マレーバ　6-3, 6-2
- モニカ・セレシュ vs.  アンケ・フーバー　6-3, 6-1

準決勝
- ヤナ・ノボトナ vs.  アランチャ・サンチェス・ビカリオ　6-2, 6-4
- モニカ・セレシュ vs.  メアリー・ジョー・フェルナンデス　6-3, 0-6, 9-7

## 決勝戦の結果
- 男子シングルス： ボリス・ベッカー vs.  イワン・レンドル　1-6, 6-4, 6-4, 6-4
- 女子シングルス： モニカ・セレシュ vs.  ヤナ・ノボトナ　5-7, 6-3, 6-1
- 男子ダブルス： スコット・デービス＆ デビッド・ペイト vs.  パトリック・マッケンロー＆ デビッド・ウィートン　6-7, 7-6, 6-3, 7-5
- 女子ダブルス： メアリー・ジョー・フェルナンデス＆ パティ・フェンディック vs.  ジジ・フェルナンデス＆ ヤナ・ノボトナ　7-6, 6-1
- 混合ダブルス： ジェレミー・ベイツ＆ ジョー・デュリー vs.  スコット・デービス＆ ロビン・ホワイト　2-6, 6-4, 6-4

## みどころ
- 女子シングルス優勝者のモニカ・セレシュが、「17歳1ヶ月」で全豪オープン初優勝を達成した。これは当時の女子シングルス最年少優勝記録であったが、6年後の1997年にマルチナ・ヒンギスによって破られる。（セレシュは3月11日に「17歳3ヶ月」で世界ランキング1位の座につき、シュテフィ・グラフの世界1位連続保持最長記録を「186週」で止めた。）